# Тревиранус, Лудольф Кристиан
Лудольф Кристиан Тревиранус (нем. Ludolf Christian Treviranus или нем. Ludolph Christian Treviranus, 18 сентября 1779 — 6 мая 1864) — немецкий ботаник, врач, доктор медицинских наук.      

## Биография
Лудольф Кристиан Тревиранус родился в Бремене 18 сентября 1779 года.  
В 1789 году он начал изучать медицину в Йенском университете имени Фридриха Шиллера, где он изучал также ботанику у Августа Бача, а также философию у Фридриха Шеллинга и Иоганна Готтлиба Фихте. 
В 1801 году он получил учёную степень доктора медицинских наук и затем работал врачом. 
Лудольф Кристиан Тревиранус умер в городе Бонн 6 мая 1864 года. 

## Научная деятельность
Лудольф Кристиан Тревиранус специализировался на папоротниковидных и на семенных растениях.

## Научные работы
- Vom inwendigen Bau der Gewächse (1806).
- Beiträge zur Pflanzenphysiologie (1811).
- Von der Entwickelung des Embryo und seiner Umhüllungen im Pflanzenei (1815).
- Physiologie der Gewächse (1835—1838, 2 Bände).